# Wiesław Lechowicz

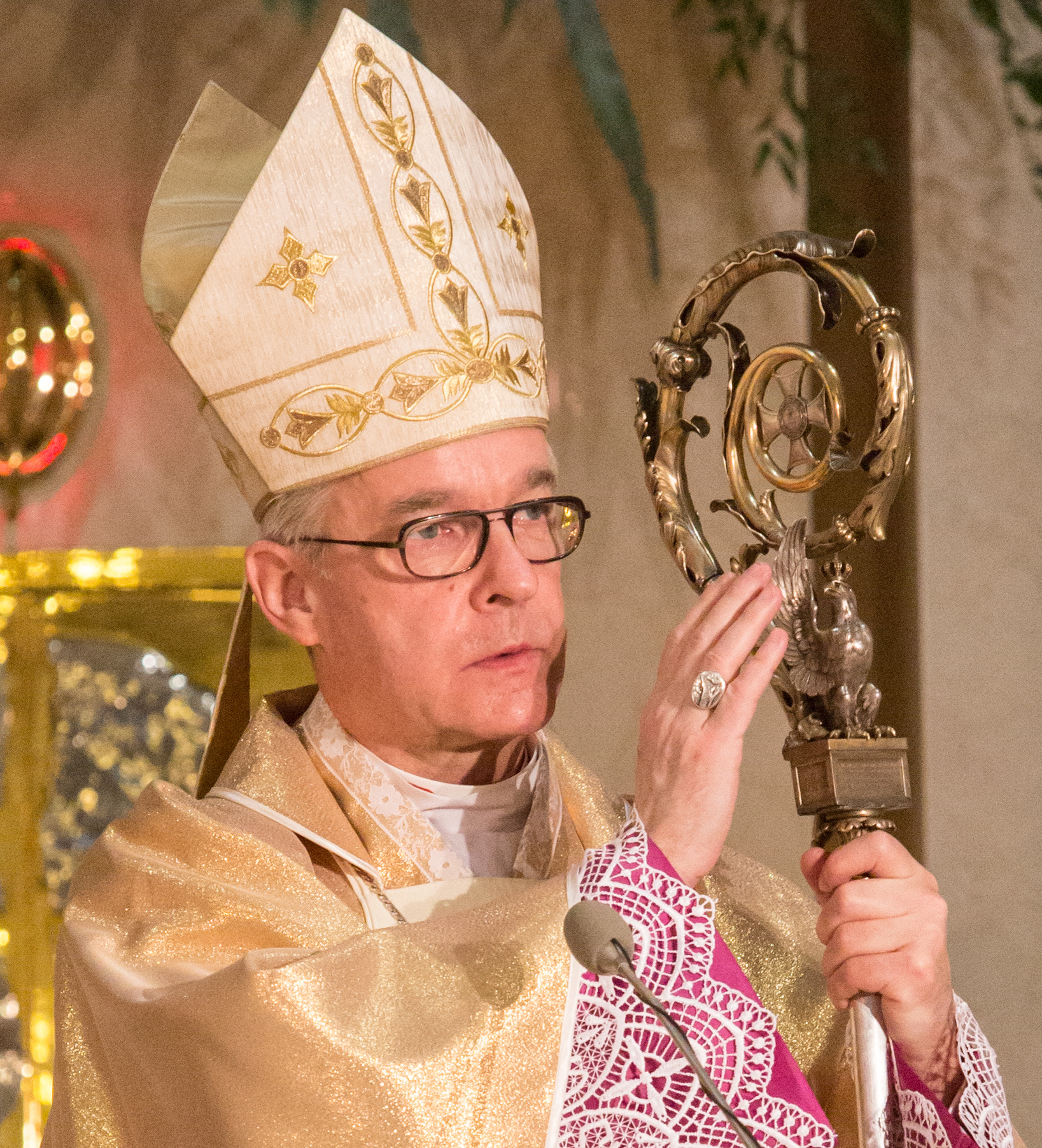
Wiesław Lechowicz (2022)

Wappen von Wiesław Lechowicz als Weihbischof in Tarnów

Wiesław Adam Lechowicz (* 22. Dezember 1962 in Dąbrowa Tarnowska) ist ein polnischer Geistlicher und römisch-katholischer Militärbischof der Polnischen Streitkräfte.

## Leben
Wiesław Lechowicz besuchte die Grundschule in Żabno und später das Gymnasium Nr. 1 in Tarnów, an dem er 1981 das Abitur erlangte. Anschließend studierte er Philosophie und Katholische Theologie am Priesterseminar in Tarnów. Am 24. Mai 1987 empfing er in der Kathedrale von Tarnów durch den Bischof von Tarnów, Jerzy Karol Ablewicz, das Sakrament der Priesterweihe für das Bistum Tarnów.
Lechowicz war nach der Priesterweihe zunächst als Pfarrvikar in Krościenko nad Dunajcem (1987–1991) und in der Pfarrei St. Hedwig in Dębica (1991–1992) tätig. 1992 wurde er für weiterführende Studien nach Rom entsandt, wo er 1994 an der Päpstlichen Universität Santa Croce mit der Arbeit Il concetto di comunicazione e la sua ricezione nel magistero di Giovanni Paolo II („Der Kommunikationsbegriff und seine Rezeption in der Lehre Johannes Pauls II.“) ein Lizenziat im Fach Systematische Theologie erwarb und 1996 mit der Arbeit Predicazione e comunicazione. Analisi della predicazione omiletica alla luce della teoria della comunicazione („Predigt und Kommunikation. Analyse homiletischer Predigten im Lichte der Kommunikationstheorie“) zum Doktor der Theologie im Fach Pastoraltheologie promoviert wurde.
Nach der Rückkehr in seine Heimat wirkte Lechowicz von 1996 bis 1998 als Seelsorger in den Pfarreien St. Nikolaus in Bochnia und Unbefleckte Empfängnis Mariens in Nowy Sącz. Nachdem er von 1998 bis 1999 kurzzeitig als persönlicher Sekretär des Bischofs von Tarnów, Wiktor Skworc, und als Notar an der Diözesankurie fungiert hatte, wurde er 1999 Studienpräfekt und 2004 schließlich Regens des Priesterseminars in Tarnów wurde. Zudem lehrte er bereits ab 1997 Pastoraltheologie und Homiletik an der Theologischen Fakultät in Tarnów. Er gehörte ferner der Diözesankommission für die Predigten an. Darüber hinaus war er als Zensor im Rahmen des Verfahrens zur Erteilung des bischöflichen Imprimatur und für die Pastoralkommission der Polnischen Bischofskonferenz tätig. Außerdem war er von 2001 bis 2002 und von 2006 bis 2007 Mitherausgeber des landesweiten Homiletikprogramms. Daneben erlangte er 2002 an der Päpstlichen Akademie für Theologie in Krakau mit der Arbeit Kanoniczna organizacja stałej formacji duchowieństwa w diecezji tarnowskiej w latach 1917–2000. Studium porównawcze kościelnego prawa powszechnego, ogólnopolskiego i tarnowskiego diecezjalnego („Kanonische Organisation der Priesterfortbildung in der Diözese Tarnów in den Jahren 1917–2000. Eine vergleichende Untersuchung des allgemeinen, landesweiten und diözesanen Kirchenrechts von Tarnów“) ein Lizenziat im Fach Kanonisches Recht. Papst Johannes Paul II. verlieh ihm am 10. März 2005 den Ehrentitel Päpstlicher Ehrenkaplan.
Am 22. Dezember 2007 ernannte ihn Papst Benedikt XVI. zum Titularbischof von Lambiridi und zum Weihbischof in Tarnów. Die Bischofsweihe spendete ihm der Bischof von Tarnów, Wiktor Skworc, am 16. Februar 2008 in der Kathedrale von Tarnów; Mitkonsekratoren waren Stanisław Kardinal Dziwisz, Erzbischof von Krakau, und Erzbischof Józef Kowalczyk, Apostolischer Nuntius in Polen. Lechowicz wählte den Wahlspruch In finem diligere („Liebe bis zum Ende“). Nach der Ernennung des Tarnówer Bischofs Wiktor Skworc zum Erzbischof von Kattowitz am 26. November 2011 war er bis zur Amtseinführung des neuen Bischofs Andrzej Jeż am 15. Juni 2012 Diözesanadministrator des Bistums. Ab 2015 war Lechowicz hauptamtlich als Delegierter der Polnischen Bischofskonferenz für die seelsorgliche Betreuung der im Ausland lebenden Polen tätig. Zur Wahrnehmung dieser Aufgabe wurde er vom Heiligen Stuhl von seiner Residenzpflicht im Bistum Tarnów befreit und lebte seitdem in Warschau. Auf Lechowiczs Initiative hin wurde das Amt für Auswandererseelsorge beim Sekretariat der Bischofskonferenz gegründet.
Papst Franziskus bestellte ihn am 15. Januar 2022 zum Militärbischof von Polen. Die Amtseinführung erfolgte am 12. Februar desselben Jahres.
In der Polnischen Bischofskonferenz fungiert Lechowicz seit März 2022 zudem als Delegierter für die Pfadfinderseelsorge, für die Veteranenseelsorge, für die Polizeiseelsorge, für die Gefängnisseelsorge und für die Seelsorge der Eisenbahnschutzwache sowie seit 2024 auch als Delegierter für die Seelsorge der Nationalen Steuerverwaltung. Ferner ist er seit 2017 Mitglied des Rates für Migration, Tourismus und Pilgerfahrten und seit 2014 der Arbeitsgruppe für die Herz-Jesu-Bewegungen. Zuvor war er Beauftragter der Bischofskonferenz für die Berufungspastoral (2010–2012) und Delegierter für die seelsorgliche Betreuung der im Ausland lebenden Polen (2011–2015). Außerdem gehörte er den Kommissionen für den Klerus (2016–2022) und für die Seelsorge an. Überdies war er zeitweise Mitglied der Internationalen Katholischen Migrationskommission (ICMC).
Im September 2021 erhielt Lechowicz das Ritterkreuz des Ordens Polonia Restituta und 2023 die Goldmedaille für Verdienste um die Polizei.

## Schriften
- Predicazione e comunicazione. Analisi della predicazione omiletica alla luce della teoria della comunicazione. Pontificium Athenaeum Sanctae Crucis, Rom 1996, OCLC 1203869498.
- Homilia jako proces komunikacji interpersonalnej. In: Tarnowskie Studia Teologiczne. Band 15, 1997, OCLC 922425565, S. 199–214.
- Stała formacja kapłanów w uchwałach IV Synodu diecezji tarnowskiej. In: Tarnowskie Studia Teologiczne. Band 21, 2002, OCLC 922424377, S. 261–272.
- W trzecie tysiąclecie: komentarz pastoralny do dokumentów II Polskiego Synodu Plenarnego. Biblos, Tarnów 2002, ISBN 978-83-7332-074-1.
- Kanoniczna organizacja stałej formacji duchowieństwa w diecezji tarnowskiej w latach 1917–2000. Studium porównawcze kościelnego prawa powszechnego, ogólnopolskiego i tarnowskiego diecezjalnego. Biblos, Tarnów 2002, ISBN 978-83-7332-139-7.
- Głoszenie Słowa Bożego bez moralizatorstwa. In: Tarnowskie Studia Teologiczne. Band 22, 2003, OCLC 922426739, S. 81–95.
- „One miłosierne oczy Twoje na nas zwróć“: rozważania na nabożeństwa październikowe. Biblos, Tarnów 2004, ISBN 978-83-7332-219-6.
- „O zachowaniu i unikaniu pewnych rzeczy“: pięć przykazań kościelnych dla kaznodziei. In: Robert Biel (Hrsg.): Ku liturgii nadziei: księdzu dr. Bolesławowi Margańskiemu w sześćdziesiątą piątą rocznicę urodzin. Biblos, Tarnów 2005, OCLC 1164117741, S. 309–317.
- Duszpasterstwo powołowaniowe powołaniem dzisiejszego duszpasterstwa. In: Rocznik Teologii Katolickiej. Band 10, 2011, OCLC 909653471, S. 41–47.
- Parafia żywą wspólnotą wiary i świadectwa. In: Tarnowskie Studia Teologiczne. Band 31, 2012, OCLC 999066562, S. 19–31.
- Jan Paweł II – kaznodzieja, brat Boga i człowieka. In: Jacek Nowak, Magdalena Helis-Rzepka (Hrsg.): „Odpowiednie dać rzeczy słowo…“: prace ofiarowane Księdzu Prałatowi Zbigniewowi Adamkowi z okazji siedemdziesiątych urodzin. Biblos, Tarnów 2016, OCLC 1242168755, S. 169–177.